# Rabocerus foveolatus
Rabocerus foveolatus là một loài bọ cánh cứng trong họ Salpingidae. Loài này được Ljungh miêu tả khoa học năm 1823.